# Lijst van spelers van Aarhus GF
Deze lijst omvat voetballers die bij de Deense voetbalclub Aarhus GF spelen of gespeeld hebben. De namen van de spelers zijn alfabetisch gerangschikt.

## A
- Tuomas Aho
- Osama Akharraz
- Thomas Ambrosius
- John Amdisen
- Kenni Andersen
- Morten Andersen
- Per Andersen
- Søren Andersen
- Thomas Andersen
- Mikael Anderson
- Leon Andreasen
- Jakob Ankersen
- Kári Árnason
- Danilo Arrieta
- Jeffrey Aubynn

## B
- Lennart Bak
- Ulrik Balling
- Wade Barrett
- Jan Bartram
- Lars Bastrup
- Stephen Beatty
- Martin Beck Andersen
- Søren Berg
- Anders Bjerre
- Henning Bjerregaard
- Johnny Bjerregaard
- Jesper Blicher
- Mikkel Bo Jensen
- Lasse Borg
- Allan Borgvardt
- Erik Boye
- Ole Budtz
- Henrik Bundgaard

## C
- Gustavo Cabrera
- Dennis Cagara
- Shane Cansdell-Sherriff
- Nicklas Carlsson
- Erik Christensen
- Kaj Christensen
- Karsten Christensen
- Kim Christensen
- Tom Christensen
- Tommy Christensen
- Torben Christensen
- Claus Christiansen

## D
- Navid Dayyani
- Peter Degn
- Garra Dembélé
- Davit Devdariani
- Giorgi Diasamidze
- Bojan Djordjic
- Josta Dladla
- Morten Donnerup
- Michael Doyle
- Boye Duedahl

## E
- Adam Eckersley
- Edafe Egbedi
- Henning Enoksen

## F
- Benny Feilhaber
- Håvard Flo
- Peter Foldgast
- Per Frimann
- Henry From
- Mads Frost

## G
- Christer George
- Jens Gjesing
- Arkadiusz Gmur
- Tobias Grahn
- Peter Graulund
- Hans Gregersen
- Bent Grønbeck
- Bjarke Gundlev

## H
- Atle Håland
- Carsten Hallum
- Jan Halvor Halvorsen
- Rune Hansen
- Thomas Hansen
- Jonny Hanssen
- Bo Harder
- Jacob Harder
- Piotr Haren
- Jens Harmsen
- Kenneth Heiner-Møller
- Carsten Hemmingsen
- Bo Henriksen
- Richard Henriksson
- Søren Hermansen
- Verner Hermansen
- Mark Howard
- Dennis Høegh
- Jes Højen
- Jimmy Høyer
- Nicolaj Hust
- Michael Hyldgaard
- Morten Hyldgaard

## I
- Sigurd Iversen
- Chris Iwelumo

## J
- Casper Jacobsen
- Aage Rou Jensen
- Arne Jensen
- Bjarne Jensen
- Bruno Jensen
- Erik Jensen
- Erik Kuld Jensen
- Henning Jensen
- John Jensen (1937)
- John Jensen (1977)
- Lars Jensen
- Søren Vadstrup Jensen
- Allan Jepsen
- Henrik Jespersen
- Óli Johannesen
- Aron Jóhannsson
- Nocko Jokovic
- Jens Jønsson
- Claus Jørgensen
- Mads Jørgensen
- Martin Jørgensen
- Alexander Juel Andersen

## K
- Anders Kaagh
- Magnus Kaastrup
- Jacek Kacprzak
- Sanel Kapidzic
- Rasmus Katholm
- Mikkel Kirkeskov
- Peder Kjær-Andersen
- Gunnar Kjeldberg
- Jan Klausen
- Mats Knoester
- Per Knudsen
- Frederik Krabbe
- Bjørn Kristensen
- Niels Kristensen
- Søren Kristensen
- Ulrik Kristensen
- Ólafur Kristjánsson
- Anders Kure
- Kasper Kure
- Patrice Kwedi

## L
- Lars Lambæk
- Jesper Lange
- Allan Larsen
- Jan Larsen
- Lars Larsen
- Søren Larsen
- Kristian Lassen
- Haldur Lasthein
- Orla Laugesen
- Jan Lauridsen
- Jacob Laursen
- Gunner Lind
- Ulrik Lindkvist
- Thomas Lindrup
- Torsten Lindvald
- Flemming Linnebjerg
- Jerry Lucena
- Michael Lumb
- Kasper Lunding
- Lars Lundkvist
- Carl Lundsteen
- Kern Lyhne
- Emil Lyng

## M
- Aksel Madsen
- Hans Madsen
- Henrik Madsen
- Jens Madsen
- Kim Madsen
- Marcus Mathiasen
- Tomasz Mazurkiewicz
- Jamie McMaster
- Jens Melvang
- Henrik Mikkelsen
- Martin Mikkelsen
- Torben Mikkelsen
- Liam Miller
- Morten Moldskred
- Henrik Mortensen
- Jørgen Mortensen
- Ole Mortensen
- Johnny Mølby
- Alexander Møller
- Jimmy Mørup

## N
- Aksel Daniel Nielsen
- Anders Nielsen (1970)
- Anders Nielsen (1986)
- Brian Nielsen
- Hans Christian Nielsen
- Hugo Nielsen
- Kai Nielsen
- Kent Nielsen
- Martin Nielsen
- Per Nielsen
- Tommy Nielsen
- Michael Nonbo
- Alex Nørlund
- Hjalte Nørregaard

## O
- Dominic Oduro
- Jørgen Olesen
- Frank Olsen
- Jakob Olsen
- Kaj Olsen
- Rasmus Olsen
- Orri Ómarsson
- Emil Ousager
- Finn Overby
- Knud Børge Overgaard

## P
- Victor Pálsson
- Steven Pantelidis
- Petri Pasanen
- Agner Karup Pedersen
- Poul Pedersen
- Rune Pedersen
- Søren Pedersen
- Olof Persson
- Claes Petersen
- Morten Petersen
- Stephan Petersen
- Torben Piechnik
- Svenning Pilgaard
- Frank Pingel
- Lars Pleidrup
- Jakob Poulsen
- Morten Poulsen
- Svenne Poulsen
- Flemming Povlsen
- Kasper Povlsen
- Martin Pušić
- Frans Putros

## R
- Nando Rafael
- Jesper Rask
- Anders Rasmussen
- Jacob Rasmussen
- Morten Rasmussen
- Steffen Rasmussen
- Troels Rasmussen
- Allan Reese
- Mads Rieper
- Marc Rieper
- Roger Risholt
- Henrik Risom
- Kurt Ross

## S
- Razak Salifu
- Peter Sand
- Kim Sander
- Cheikh Sarr
- Emil Scheel
- Willy Scheepers
- Stefan Schmidt
- Andreas Schultz
- Scott Sellars
- Kjeld Seneca
- Helgi Sigurðsson
- Oliver Sigurjónsson
- Dennis Siim
- John Sivebæk
- Davit Skhirtladze
- Lasse Skov
- Casper Sloth
- Marcus Solberg
- Erik Soler
- Arthur Sorin
- Dan Sørensen
- Edmund Sørensen
- Jesper Sørensen
- Ove Sørensen
- Palle Sørensen
- Tage Sørensen
- John Stampe
- Kaj Stefansen
- Jesper Svenningsen
- Anders Syberg

## T
- Søren Tengstedt
- Dan Thomassen
- Claus Thomsen
- Thomas Thorninger
- Kenny Thorup
- Svend Thøgersen
- Ib Thygesen
- Artur Toborek
- Tómas Ingi Tómasson
- Stig Tøfting
- Jørgen Trads
- Mike Tullberg

## U
- Martin Ulander

## V
- Alex Valencia
- Mate Vatsadze
- Michael Vester
- Peter Vesterdal
- Johnny Vilstrup
- Jean-Paul Vonderburg

## W
- Bent Wachmann
- Ole Wendelbo
- Jeremiah White
- Dioh Williams
- Lars Windfeld
- Bent Wolmar

## Z
- Kim Ziegler